# Ernie Adams
Pour les articles homonymes, voir Adams.
Ernie Adams est un acteur américain né le 18 juin 1885 à San Francisco, en Californie (États-Unis), et mort le 26 novembre 1947 à Hollywood (Los Angeles). Il est apparu dans plus de 400 films entre 1919 et 1948, soit près de 14 films par an en moyenne pendant trente ans.

## Filmographie partielle
- 1925 : The Best People de Sidney Olcott
- 1925 : Lord Jim de Victor Fleming
- 1926 : Pals in Paradise de George B. Seitz : Butterfly Kid
- 1927 : Melting Millions (en) de Spencer Gordon Bennet
- 1927 : A Man About Town de Eugene Forde
- 1927 : Caballero (The Gay Defender) de Gregory La Cava
- 1928 : Un punch à l'estomac (So This Is Love?) de Frank Capra : Flash Tracy
- 1928 : Quelle nuit ! (What a Night!) de A. Edward Sutherland
- 1929 : Force (The Mighty) de John Cromwell
- 1930 : La Tourmente (The Storm) de William Wyler : Johnny Behind the 8-Ball
- 1931 : The Galloping Ghost de B. Reeves Eason : Brady - Henchman
- 1931 : Night Beat (en) de George B. Seitz : Weissenkorn
- 1931 : Le Siffleur tragique (Fair Warning) de Alfred L. Werker : Jordan
- 1932 : Hold 'Em Jail de Norman Taurog
- 1932 : Gangsters de Broadway (Panama Flo) de Ralph Murphy
- 1932 : The Hurricane Express de J. P. McGowan et Armand Schaefer : Barney
- 1932 : L'Aigle de la mort (The Shadow of the Eagle) de Ford Beebe et B. Reeves Eason : Pat Kelly
- 1932 : The Famous Ferguson Case de Lloyd Bacon : Jimmy, le conducteur de train
- 1932 : Docks of San Francisco réalisé par George B. Seitz
- 1933 : Le Baiser devant le miroir  (The Kiss Before the Mirror) de James Whale : l'homme cherchant du feu
- 1933 : Galloping Romeo (en) de Robert N. Bradbury : Andy Kent
- 1933 : Breed of the Border de Robert N. Bradbury
- 1935 : Le Cavalier miracle de B. Reeves Eason et Armand Schaefer : John Stelter
- 1935 : Un drame au casino (The Casino Murder Case) d'Edwin L. Marin : mari de la femme forte
- 1935 : It's in the Air de Charles Reisner
- 1936 : Le Cavalier mystère (Three on the Trail), de Howard Bretherton : Idaho
- 1937 : La Révolte de Lloyd Bacon : Fink
- 1938 : The Purple Vigilantes (en) de George Sherman : Blake
- 1939 : Man of Conquest de George Nichols Jr. : volontaire du Tennessee
- 1939 : 6000 Enemies de George B. Seitz : Sbire
- 1940 : Before I Hang de Nick Grinde
- 1940 : L'Homme que j'ai ressuscité (The Man with Nine Lives) de Nick Grinde : Pete Daggett
- 1941 : Le Fantôme invisible (Invisible Ghost) de Joseph H. Lewis : Jules Mason, le jardinier
- 1942 : One Thrilling Night de William Beaudine : Pete Mooney
- 1942 : Cactus Makes Perfect (en) de Del Lord
- 1942 : Vainqueur du destin (The Pride of The Yankees), de Sam Wood : Miller Huggins
- 1943 : Phony Express (en) de Del Lord
- 1943 : The Phantom de B. Reeves Eason : Rusty Fenton
- 1944 : Adieu, ma belle (Murder, My Sweet) d'Edward Dmytryk
- 1944 : La Passion du docteur Hohner (The Climax) de George Waggner (non crédité)
- 1945 : Fuite dans la brume (Escape in the Fog) de Oscar Boetticher Jr. : George Smith
- 1945 : Le Grand Bill (Along Came Jones) de Stuart Heisler : un garçon
- 1945 : Johnny Angel d'Edwin L. Marin
- 1945 : Penny cherche un père (That Night with You) de William A. Seiter
- 1946 : Ses premières ailes de William A. Wellman
- 1946 : Frayeur (Fear) d'Alfred Zeisler : le peintre de maisons
- 1947 : Le Fils de Zorro de Spencer Gordon Bennet de Fred C. Brannon : le juge Hyde
- 1947 : The Thirteenth Hour, de William Clemens
- 1948 : L'Emprise (The Hunted), de Jack Bernhard